# Hermann Pfeiffer (Schauspieler)
Hermann Pfeiffer (* 6. Mai 1902 in Elberfeld; † 11. Juli 1969 in Köln) war ein deutscher Schauspieler, Hörspielsprecher und Regisseur.

## Leben
Im Alter von 17 Jahren begann er seine schauspielerische Laufbahn und erhielt 1920 sein erstes Engagement an den Wuppertaler Bühnen. Dann spielte er unter anderem in Mönchengladbach, Gera und Erfurt. In dieser Zeit arbeitete er auch als Dramaturg und Theaterregisseur, in Erfurt war er seit 1931 stellvertretender Theaterintendant mit dem Fachbereich künstlerische Angelegenheiten.
Von 1935 bis 1936 war er in Magdeburg verpflichtet, anschließend kam er nach Berlin, wo er Zugang zum Film fand. Ab 1936 stand er in einer großen Zahl von Klein- und Kleinstrollen vor der Kamera. In dieser Funktion verkörperte Pfeiffer alle nur denkbaren Randfiguren vom Platzanweiser bis zum Gerichtsvollzieher oder Standesbeamten. Einige Male führte er selbst Regie, ohne sich dadurch sonderlich zu profilieren. Ab 1957 betätigte er sich als Schauspieler und Regisseur für den WDR in Köln.
Zudem war Pfeiffer ein vielbeschäftigter Hörspielsprecher und -regisseur. Als Sprecher wirkte er beispielsweise in verschiedenen Hörspielmehrteilern der Paul-Temple-Reihe von Francis Durbridge in unterschiedlichen Rollen mit, so in der Affäre Gregory (1949), dem Fall Curzon (1951), dem Fall Vandyke (1953) (Regie jeweils Eduard Hermann) und dem Fall Alex (1968) (Regie: Otto Düben).

## Filmografie
- 1936: Das häßliche Entlein
- 1936: Schlußakkord
- 1937: Und du mein Schatz fährst mit
- 1937: Der glückliche Finder
- 1937: Die Kronzeugin
- 1937: Man spricht über Jacqueline
- 1937: Manege
- 1937: Truxa
- 1937: Der Unwiderstehliche
- 1937: Die gelbe Flagge
- 1937: Die Korallenprinzessin
- 1937: Die Wiener Modell
- 1937: Autobus S
- 1937: Gewitterflug zu Claudia
- 1937: Heiratsinstitut Ida & Co
- 1937: Wenn Frauen schweigen
- 1937: Wie einst im Mai
- 1937: Zu neuen Ufern
- 1938: Fünf Millionen suchen einen Erben
- 1938: Am seidenen Faden
- 1938: Es leuchten die Sterne
- 1938: Frühlingsluft
- 1938: Großalarm
- 1938: Das Mädchen von gestern Nacht
- 1938: Nanon
- 1938: Nanu, Sie kennen Korff noch nicht?
- 1938: Napoleon ist an allem schuld
- 1938: Rote Orchideen
- 1938: Das Verlegenheitskind
- 1938: Wie ein Ei dem andern
- 1938: Heimat
- 1938: Der Maulkorb
- 1938: Das Recht auf Liebe
- 1938: Ihr Leibhusar
- 1938: Was tun, Sybille?
- 1939: Das Lied der Wüste
- 1939: Alarm auf Station III
- 1939: Der falsche Admiral
- 1939: Die hundert Mark sind weg
- 1939: Kitty und die Weltkonferenz
- 1939: Kornblumenblau (nur Regie)
- 1939: Parkstraße 13
- 1939: Drei Unteroffiziere
- 1939: Die fremde Frau
- 1939: Die Frau ohne Vergangenheit
- 1939: Ich bin gleich wieder da
- 1939: Salonwagen E 417
- 1940: Frau nach Maß
- 1940: Die gute Sieben
- 1940: Herzensfreud – Herzensleid
- 1940: Für die Katz’ (nur Regie und Drehbuch)
- 1940: Falschmünzer (nur Regie)
- 1940: Das Mädchen von St. Coeur
- 1940: Wie konntest Du, Veronika!
- 1941: Alles für Gloria
- 1941: Familienanschluß
- 1941: Jenny und der Herr im Frack
- 1941: Unser kleiner Junge
- 1942: Diesel
- 1942: Die große Liebe
- 1942: Fronttheater
- 1942: Der Seniorchef
- 1943: Damals
- 1943: Geliebter Schatz
- 1943: Die goldene Spinne
- 1943: Kollege kommt gleich
- 1943: Münchhausen
- 1943: Die Wirtin zum Weißen Rößl
- 1943: Zirkus Renz
- 1944: Das Hochzeitshotel
- 1944: Ein schöner Tag
- 1949: Gesucht wird Majora (nur Regie)
- 1951: Czardas der Herzen
- 1951: Weh’ dem, der liebt!
- 1951: Eine Frau mit Herz
- 1951: Kommen Sie am Ersten
- 1951: Engel im Abendkleid
- 1952: Alle kann ich nicht heiraten
- 1952: Der Weibertausch
- 1953: Der letzte Walzer
- 1953: Man nennt es Liebe
- 1953: Tagebuch einer Verliebten
- 1954: Gitarren der Liebe
- 1954: Die kleine Stadt will schlafen gehn
- 1954: Schule für Eheglück
- 1954: Dein Mund verspricht mir Liebe
- 1954: Geliebtes Fräulein Doktor
- 1956: Rot ist die Liebe
- 1957: Junger Mann, der alles kann
- 1957: Glücksritter
- 1961: Der fröhliche Weinberg (nur Regie)
- 1961: Inspektor Hornleigh greift ein… (Fernsehserie, Regie)